# Sainte-Catherine (Rodano)
Sainte-Catherine è un comune francese di 939 abitanti situato nel dipartimento del Rodano della regione Alvernia-Rodano-Alpi.

## Società

### Evoluzione demografica
Abitanti censiti